# Фердинанд фон Атемс
Фердинанд фон Атемс (на немски: Ferdinand von Attems) е от 1630 г. е граф на Атемс и фрайхер на Хайлигенкройц.

## Биография
Роден е на 16 август 1603 година в Градиска. Той е третият син (петото дете) на фрайхер Херман фон Атемс (1564 – 1611), господар на Хайлигенкройц, имперски камерхер, дипломат, и съпругата му фрайин Урсула Бройнер фон Щюбинг (ок. 1568 – 1641), дъщеря на фрайхер Карл Каспар Бройнер-Щубинг († 1616) и фрайин Елеонора фон Филинген цу Шьоненберг и Зеефридсберг († 1603). Внук е на Якоб Адам (1526 – 1590) и Катарина фон Брайзах-Катценцунген (* 1538).
Фердинанд фон Атемс е издигнат на 6 септември 1630 г. в Регенсбург на имперски граф на Атемс и на фрайхер на Хайлигенкрьоц заедно с братята му Йохан Якоб фон Атемс (1593 – 1663) и Йохан Фридрих фон Атемс (1593 – 1663). Най-малкият му брат е Максимилиан Херман (1604/1607 - 22 септември 1684, Виена).
Фердинанд фон Атемс се жени в дворец Дуино през 1622 г. за графиня Ломбарда фон Турн-Валзасина-Хофер (* ок. 1607; † 2 август 1680), дъщеря на имперски граф Раймунд IV фон Турн-Валзасина-Хофер († 1623) и втората му съпруга Мария Клара Хофер (сестра на първата му съпруга Лудовика Хофер).. Нейната по-голяма полусестра Мария Клара фон Турн-Валзасина-Хофер е омъжена на 15 април 1621 г. за брат му Йохан Фридрих фон Атемс.
Фердинанд фон Атемс е убит на 16 септември 1634 г. на 31-годишна възраст в битката при Легница (Легница).

## Деца
Фердинанд фон Атемс и съпругата му графиня Ломбарда фон Турн-Валзасина-Хофер (* ок. 1607; † 2 август 1680) имат три сина:
- Раймунд Якоб (1627 – 1679)
- Херман Евзеб (1628 – 1690)
- Максимилиан Франц фон Атемс (1629 – 1663), женен в Гьорц на 24 януари 1649 г. за фрайин Ана Клара фон Кампана (1632 – 1663); има 11 деца; дядо е на Йозеф Освалд фон Атемс (1679 – 1744), княжески епископ на Лавант (1724 – 1744)